# 天然气

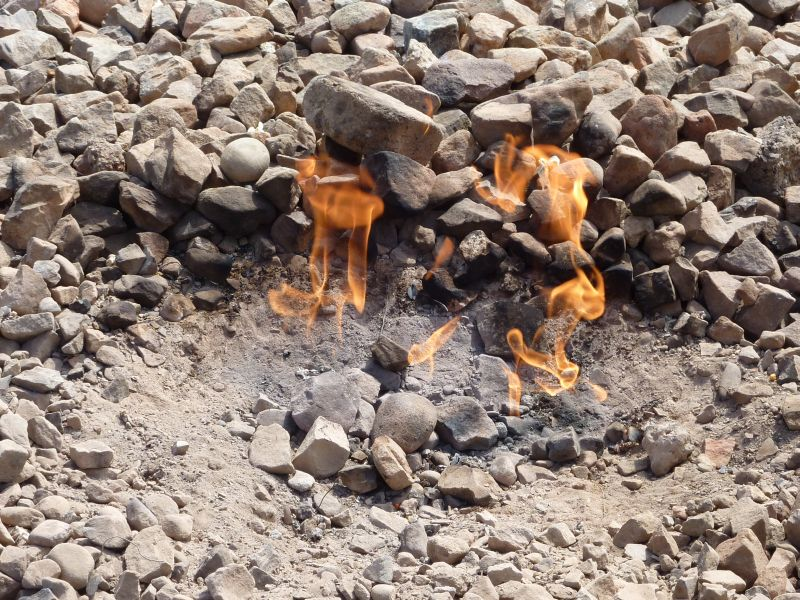
天然氣自然燃燒情形

天然气（英語：natural gas）是古代动植物深埋地下，在一定的地质条件下天然生成蕴藏的可燃气体，为烃类和非烃类气态混合物，其主要成分为甲烷，属于一种化石燃料。
天然气产于油田和天然气田，也有少量出于煤层；除了甲烷外，通常含有乙烷、丙烷和少量碳原子数更多的烃类，以及若干不可燃的气体，如二氧化碳、硫化氢、氮气、氦气等。
天然氣是火力發電的一種燃料，以其發電時雖優於煤炭發電，但在發電過程中依然會製造一定程度的碳排放。

## 生物气体
天然气属于一种生物气体，当非化石的有机物质经过厌氧腐烂时，会产生富含甲烷的气体，这种气体就被称作生物气体或生物气。生物气的来源地包括森林和草地间的沼泽、垃圾堆填区、下水道中的淤泥、粪肥，由细菌的厌氧分解而产生。生物气还包括胃肠涨气（例如：屁）。
当甲烷（生物气）溢散到大气层中时，它将是一种直接促使全球变暖化愈演愈烈的温室气体。
这种飘散的甲烷，經過有效的處理，就不会被视作一种污染物，而是一种有用的再生能源。雖說如此，天然氣依舊不是潔淨能源，也非綠能。然而，在大气中的甲烷一旦与臭氧发生氧化反应，就会变成二氧化碳和水，因此排放甲烷所导致的温室效应就會以二氧化碳的方式繼續存延。此外，兩者就燃烧相較而言，天然气所产生的二氧化碳遠少於煤这类石炭纪燃料。甲烷的重要生物形式的来源是白蚁、反刍动物（如牛羊）和人类对水稻的耕种。据估计，这三者的散發量分别是每年15、75和100百万吨（年散發总量约为1亿吨）。

## 化学成分和能含量

### 化学成分
天然气的主要成分是甲烷（CH4），甲烷是最短和最轻的烃分子。但它也可能含有一些较重的烃分子，例如乙烷（C2H6）、丙烷（C3H8）和丁烷（C4H10），以及一些酸性气体，如二氧化碳和硫化氢。而部分气田所产的天然气还含有二硫化碳和羰基硫等有机硫。参见天然气冷凝物。
有机硫化物和硫化氢（H2S）是常见的杂质，在大多数需要利用天然气的情况下都要事先將其除去。在英文的专业术语中，含硫杂质多的天然气可被形容为“sour（酸的）”。
尽管天然气是无色无味的，然而在被輸送至最终用户前，还要使用硫醇为天然气添加气味，以助于泄漏检测。天然气不同於一氧化碳那般具有毒性，它本质上是对人体无害的。不过，如果天然气处于高浓度的状态，并使空气中的氧气不足以维持生命的话，还是会致人死亡的，毕竟天然气不能用于人类呼吸。
作为燃料，天然气也会因发生爆炸而造成伤亡。虽然天然气比空气轻而較为容易发散，但是当天然气在房屋或帐篷等封闭环境中聚集的情况下，达到一定的比例时，就会触发威力巨大的爆炸。 爆炸可能会夷平整座房屋，甚至殃及邻近的建筑。甲烷在空气中的爆炸极限下限为5%，上限为15%。
天然气车辆发动机中要利用的压缩天然气的爆炸，由于气体挥发的性质，在自发的条件下基本是不具备的，所以需要使用外力将天然气浓度维持在5%到15%之间以触发爆炸。

### 能含量及相关数字
每燃烧一立方米商业品质的天然气可产生38M焦（10.6千瓦·时）的能量。在美国使用的英制单位下，相当于燃烧每一立方英尺天然气产生1031英制热量单位（BTU）。
在美国，天然气经常以“撒姆”（Therm，缩写为th，1 Therm = 100,000 BTU）为单位零售。批发交易则通常是使用“十撒姆”（Decatherms，缩写为Dth），或采用“千十撒姆”（Thousand decatherms，缩写为MDth），或“百万十撒姆，缩写为MMDth）作为单位。一个百万十撒姆大致相当于十亿立方英尺天然气。

## 用途

### 发电
作为燃气涡轮引擎和蒸汽涡轮发电的主要燃料，天然气異常重要。在燃气涡轮蒸汽涡轮联合循环的模式下发电，能源利用的效率特别高。对自然环境而言，燃烧天然气相比石油與煤等種类的化石燃料更为洁淨，而且产生的温室气体更少。在获得相等的热量的情況下，燃烧天然气产生的二氧化碳較燃烧石油少30％，而相比煤則少45％。使用天然气的联合循环发电在可用化石燃料能源中最为洁净。此项技术在能够以合理的成本获得天然气的地方正被广泛采用。
燃料电池（fuel cell）技术可能最终为天然气转化为电提供更清洁的选择，但是此项技术目前还不具备价格竞争力。同样，据说天然气将約於2030年达到顶峰，晚於石油顶峰20年。而全球天然气供应将在二十一世纪八十年代中叶枯竭。

### 天然气车辆

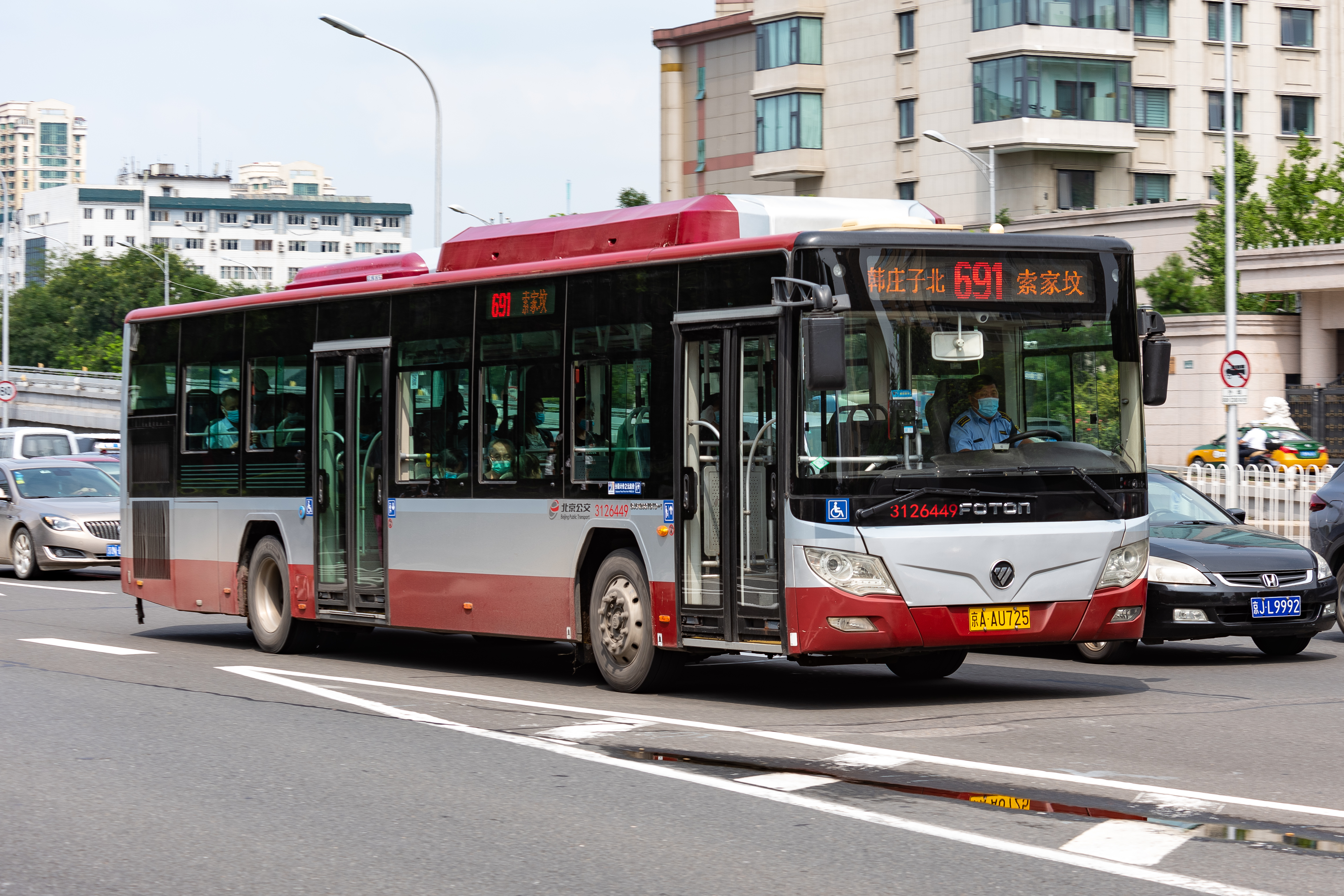
北京公交的一辆BJ6123C7BTD-1型压缩天然气客车；北京市于1999年9月开始在公共交通领域推广天然气车辆，其中压缩天然气车辆大多采用顶置气瓶

压缩天然气（以及液化天然气）被用作其它汽车燃料的清洁替代物。自2003年起，拥有天然气车辆最多的国家为阿根廷、巴西、巴基斯坦、意大利和印度。它的能量效率与柴油发动机相比较低，但是污染值方面，相對地在粒狀污染物（Particulate matter, PM）部分是完全不存在的，且在氮氧化物的排放上，亦遠較柴油車為低。主要天然氣引擎採用火花點火（Spark ignition）方式引燃提供動力，與汽油引擎相同，卻具有較高的辛烷值（120～130, Octane number）。因此在引擎的設計上其壓縮比（Compression ratio）可以提升至11左右，彌補在能量熱值上的不足，且在近年來由於引擎科技的進步，透過高壓縮比，多點噴射系統（Multi injection）與渦輪增壓裝置（Turbo Charger），其動力輸出性能已經與傳統汽柴油引擎不相上下。
推廣天然氣車輛的主要原因為天然氣產量與儲存量豐富，價格便宜；將一般家用天然氣輸送管線中燃氣加壓储存在高壓鋼瓶中，即可成為車輛使用之天然氣燃料。天然氣車輛排放的碳氫化合物（THC）中，80%以上為甲烷，甲烷不會因為光化學反應而與NOx反應形成臭氧（O3），以致破壞大氣層，而影響環境生態，但是仍會對於溫室效應產生影響，然而由於直接排放量遠低於其他對於溫室效應的氣體排放，所以各國家制定車輛污染排放標準時將甲烷類碳氫化合物排除，僅針對非甲烷類（NMHC, Non-Methane Hydrocarbon）進行管制。
然而，因為天然氣的比重甚小，其體積較其它液態燃料大，一加侖（3.785公升）等效柴油所含熱量約與標準狀況（21℃ & l atm條件）下3.5m3天然氣相當。
另外由於車輛上放置天然氣儲氣筒的空間有限，天然氣必須被壓縮至220 bar左右儲存於筒內；容器為了承受高壓氣體，其結構通常為堅固且厚重之鋼材，或陸續開發複合材料與碳纖維材料之類高壓容器，故相對減少可利用空間並增加車體重量。
近年來由於環保壓力使然，歐美日各國競相開發天然氣車輛，並在都會區進行天然氣公車實車示範以宣導使用成效；在美國更因原油年需求量中有50%來自國外，且交通運輸所需能源中之96%皆須仰賴原油，因此在經濟因素之額外考量下美國乃積極利用其國內現有之豐富天然氣及既有管路，推行天然氣車輛。

### 家用
向家庭提供的天然气被用以烹饪和取暖/制冷。CNG和LNG被用于没有公用事业管道连接的乡村家庭或便携式烤架。

### 肥料
天然气是哈柏法（Haber process）产生用于肥料生产的氨水的主要原料。

### 其它
天然气同样被用于制造纤维、玻璃、钢铁、塑料、油漆、食品制造加工以及其它产品。
C2-C4 烷烃增值的第一步是将其转化为烯烃。 乙烷氧化脱氢产生乙烯，而乙烯是生产聚乙烯的原料，同時也是生产环氧乙烷、乙二醇、乙醛和其他烯烃的中间体。 丙烷可以转化为丙烯、丙烯酸 和丙烯腈。

## 来源

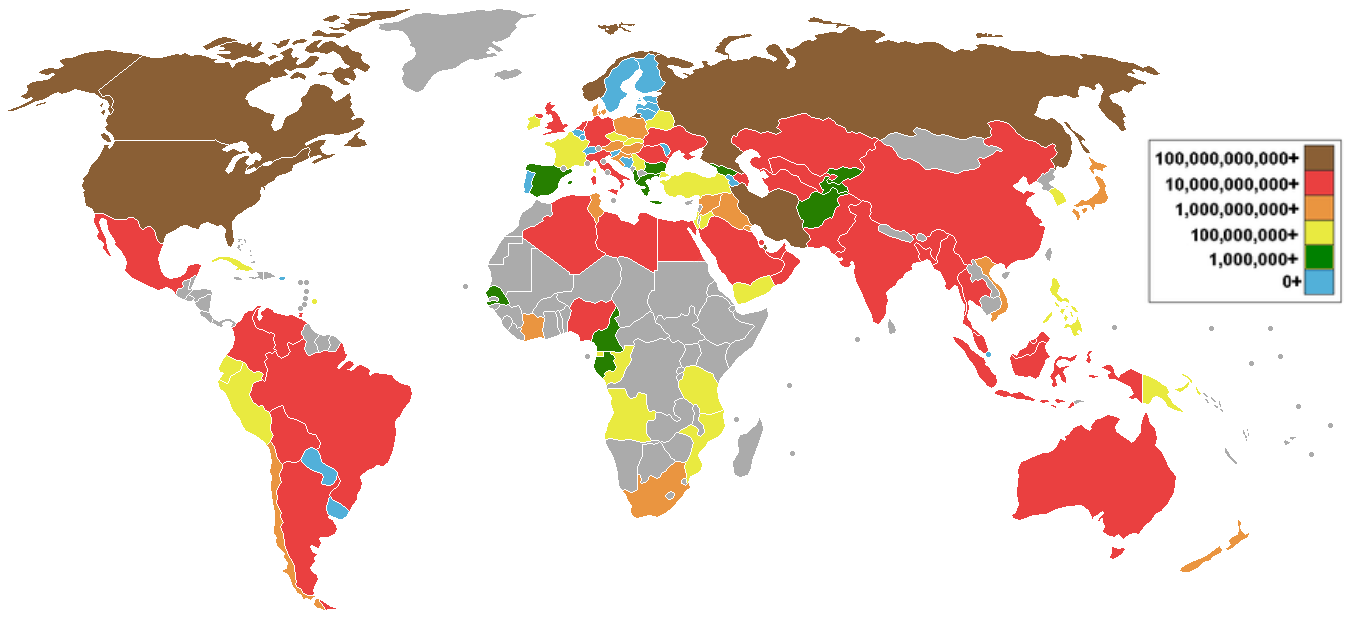
世界天然氣產量圖

### 未来可能的来源
其实中国在早期建造的沼气池也是利用人畜粪便以及植物厌氧分解产生的甲烷收集，以供居民用於家用，只是规模较小
一种实验性方法是使用垃圾产生的甲烷气来为城市提供能源。实验表明，甲烷气是一种经济上可行的能量来源。
在加拿大安大略省有一项计划，即从圈养在工厂化农场里的牛的肥料中获取沼气和甲烷气，来向小城镇提供能源。

## 生產與加工
天然氣是通過鑽井汲取，與石油汲取相似。許多天然氣儲量位於海底，天然氣通過管道從海上的生產平台運輸到岸上的採集點，其後再運到煉油廠進行提純。
如以天然气不含硫化氢和二氧化碳杂质为前设，则加工的主要目的是去除水分和重烃。而加工的第一步驟是: 水和其它液體在重力的作用下從天然氣中沉澱下來。然後，使乾燥的氣體通過冷卻塔，在該處中，丁烷和丙烷被液化並收集起來。這些氣體被稱為液化石油天然氣，可作為原材料出售，用以生產化學品；或者裝罐出售，用作天然氣爐的燃料。剩餘的天然氣可供應管道天然氣供氣網或經冷卻、壓縮處理成液化天然氣。液化天然氣比天然氣占的空間少，通過油輪運輸也更方便。
如果天然气含有硫化氢和二氧化碳杂质，则加工过程还需去除硫化氢和二氧化碳。加工的第一步是在吸收塔中采用醇胺水溶液吸收天然气中的硫化氢和二氧化碳。第二步是将离开吸收塔的天然气在另一个吸收塔中采用甘醇水溶液吸收水分，离开的天然气外输供用户使用。第三步是将吸收了硫化氢与二氧化碳的醇胺溶液通入再生塔加热减压处理，蒸发出的硫化氢与二氧化碳成为酸性气，干净的醇胺溶液返回吸收塔重复使用。第四步是将酸性气与空气进行部分燃烧，使部分硫化氢氧化为二氧化硫。剩余硫化氢与二氧化硫通过克劳斯反应生成硫磺和水。通过多级反应，可以回收酸性气中大部分的硫化氢。

## 储存与运输
在利用天然气的过程中的主要难題在位储存与运输。縱然天然气管道的方案是非常经济的，但在需要穿越大洋的情况下并不可行。

另外，北美地区的许多现有天然气管线已有接近运输能力上限的事实，促使了一些气候寒冷地方的政治人物公开谈及潜在的天然气短缺问题。
槽车只能短途运输液化天然气（Liquefied Natural Gas，缩写为LNG）或压缩天然气（Compressed Natural Gas，缩写为CNG），而液化天然气油轮则可以横渡大洋来运输液化天然气。远洋轮船会直接运输到最终用户當地，或是运至如管道这类能将天然气进一步输送的配送点該處。但是这种方式会因需要额外的设施在生产地点进行气体的液化或压缩而花费更多的资金，這種額外設施稱為液化天然氣接收站，并且还相应需要在最终用户或输入管道的设施那里进行气化或减压的处理。

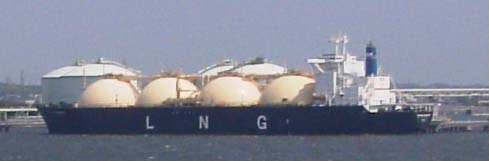
具有贮藏罐的液化天然气运输船

此前，开采石油的过程中被一同采出的天然气因为將其销售没有利润，就毫無作为地在油田中被烧掉（英文称为flaring，燃烧废气的意思）。根據美國聯邦貿易委員會在1935年提交給國會的報告，1919年至1930年間美國全國浪費的天然氣，比被人消耗的天然氣還要多出20%，浪費的天然氣有4375億立方英呎，而美國的天然氣消費量為3520億立方英呎。如今，为了避免给地球大气增加温室气体污染，这种浪费的做法在许多国家是被法律禁止的。而且许多公司现在还认识到，将来通过液化天然气、压缩天然气或其他到最终用户的运输方式，能够从这种的天然气中获取商业价值。因此，这些气体被重新注入地层以待日后开采，这被称为地下天然气储存。它也有助于石油的抽取，因为这样增加了地下的压力。二十世纪七十年代末，一项在沙特阿拉伯发明的名为“Master Gas System”（气体治理系统）的技术，將那些天然气用于海水淡化所需的发电、加热之中，从而使石油开采不再需要废气燃烧（flaring）。类似的还有一些同样释放甲烷气体的垃圾填埋场，它们也加装了设备来捕捉甲烷发电。
天然气经常以压缩天然气的形态储存在鹽丘，天然气井中采空后遗留的地下洞穴，或者以液化天然气的形态储存于气罐中。在市场需求低迷的时候，天然气就会注入这些地方储存起来，待到需求旺盛的时候提取。存贮点设在最终用户附近最有助于满足不断波动的需求，但实际操作中也可能有各种阻碍的因素。

## 安全
天然气原本无色无臭，為使泄露可以被人嗅到，防止可能出现的爆炸，天然氣供應商會加入一种像烂鸡蛋似“臭味”的化學藥劑，如早期的乙硫醇或現今的四氢噻吩。
在煤矿业，因为存在瓦斯燃气的危险，需要使用瓦斯探头和对燃气安全的设备如戴维灯。在天然氣中加入氣味是由於1937年間的新伦敦学校爆炸，在學校建築物中外洩的瓦斯沒被注意到，其随后被引爆並造成3百多名師生死亡的事故。
近年來天然氣爆炸已很少發生。個人住宅、小型企業和輪船最易受到內部的天然氣外洩影響。通常，爆炸會造成很大的損毀，但建築物不會倒下。在這個情況下，在裡面的民眾只會有輕度到中度的受傷。偶爾，瓦斯會聚成比較高濃度而造成致死的爆炸，在過程中夷平一個或多個建築物。通常瓦斯在室外很容易消散，但在特定的天氣條件下也有可能會聚集到危險的份量。而且，考慮到上千萬的使用燃油的建築物，使用天然氣的危險度相對低得多。跟眾所周知不同，天然氣中加入的氣味是無毒的，但有些天然氣會生產一些酸性氣體，包含了硫化氢，而這些氣體是有毒性的。
抽取天然气或者石油（水力壓裂）會放出重金屬、礦物質、放射性物質等有害物質导致水源污染，從而威脅當地生態環境和居民身體健康。這種技術並被認為對環境帶來了極大的傷害，包括使自來水自燃，引發小幅地震等。反對者指出潛在的環境影響，包括地下水的污染，淡水耗損，空氣質素的風險，氣體和水力壓裂化學品遷移到地表面，泄漏和回流的表面污染，以及這些問題對健康的影響Environmental impact of hydraulic fracturing（如癌症、血液疾病、神經系統損傷、呼吸問題、生殖發育、流產、死胎、月經週期紊亂）也會讓地层压力下降，而这种压降又会导致地表下沉，地表下沉则可能影响生态系统、地表水流、排供水系统、以及建筑地基等等。

## 天然气危机

### 北美
许多政治家和知名人士已在北美公开发表有关于天然气危机可能发生的談话，其中包括美国前能源部长史賓塞·亚伯拉罕（Spencer Abraham）、美联储主席艾倫·格林斯潘（Alan Greenspan）以及加拿大安大略省能源部长德怀特·邓肯（Dwight Duncan）。
在美国，明显的天然气危机就是过去几年中不断增涨的价格。这是因为本土供应的下降和发电站需求量的增加。价格如此之高使得许多工业用户，主要是石化企业，不得不关闭他们的工厂，導致原本的員工失业。格林斯潘已经为天然气危机提出了一个解决方案，那就是重视液化天然气（LNG）。
这个解决方案是资本密集性的，由于对本地发展持反对态度的人士而在政治上引起了激烈的争议。因为在公众的認知中，天然氣接收站有爆炸的危险，特别是在美国9/11恐怖袭击之后。美国国土安全部（United States Department of Homeland Security）负责维持本土安全，根据在2004年马萨诸塞州波士顿的民主会议上通过的安全计划安排，美国本土仅保留六个天然氣接收站。